# Abel Balbo
Pour les articles homonymes, voir Balbo (homonymie).
Abel Eduardo Balbo est un footballeur argentin né le 1er juin 1966 à Santa Fe.
Il évoluait au poste d'attaquant et a passé l'essentiel de sa carrière en Italie. Il est devenu entraineur.
Balbo a participé à trois Coupes du monde avec l'équipe d'Argentine. Il a été finaliste de la Coupe du monde 1990 qui se déroulait en Italie.

## Carrière
Abel Balbo commence sa carrière en Argentine, à Newell's d'abord, puis à River Plate. À 23 ans, il s'engage à l'Udinese Calcio, en Italie. Malgré une première saison à 11 buts (en 28 matchs), le club est relégué et il décide toutefois de rester. Il inscrit 22 buts en Serie B, mais l'Udinese rate la montée de peu. La saison suivante sera la bonne, et Balbo retrouve la Serie A lors de la saison 1992-93, au cours de laquelle il finit parmi les meilleurs buteurs du Calcio avec 21 réalisations.
Ces statistiques lui valent de susciter l'intérêt de plusieurs clubs, parmi lesquels l'AS Rome, où il signe à l'été 1993. Durant la saison 1994-95, il inscrit 22 buts en Serie A, et finit parmi les meilleurs buteurs du Calcio, derrière son compatriote Gabriel Batistuta. Après cinq ans à la Roma, Balbo s'engage avec Parme AC après la Coupe du monde 1998. Au cours d'une saison où il joue peu, barré par la concurrence d'Hernán Crespo, il étoffe toutefois son palmarès d'une coupe de l'UEFA. Il rejoint dans la foulée la Fiorentina, où il retrouve Batistuta en attaque. Les deux compères signent à l'AS Rome l'été suivant, et remportent le titre de champion d'Italie.
Mais, barré par des blessures, Balbo joue très peu, et décide de retourner en Argentine en 2002, à 36 ans, et signe chez Boca Juniors. Au bout de quatre matchs avec Boca, il décide de mettre fin à sa carrière de footballeur.

## Statistiques en championnat
| Année     | Équipe            | Championnat | Matchs | Buts |
| --------- | ----------------- | ----------- | ------ | ---- |
| 1987-1988 | Newell's Old Boys | Division 1  | 23     | 9    |
| 1988-1989 | River Plate       | Division 1  | 38     | 12   |
| 1989-1990 | Udinese Calcio    | Serie A     | 28     | 11   |
| 1990-1991 | Udinese Calcio    | Serie B     | 37     | 22   |
| 1991-1992 | Udinese Calcio    | Serie B     | 37     | 11   |
| 1992-1993 | Udinese Calcio    | Serie A     | 32     | 21   |
| 1993-1994 | AS Rome           | Serie A     | 30     | 12   |
| 1994-1995 | AS Rome           | Serie A     | 32     | 22   |
| 1995-1996 | AS Rome           | Serie A     | 26     | 13   |
| 1996-1997 | AS Rome           | Serie A     | 30     | 17   |
| 1997-1998 | AS Rome           | Serie A     | 28     | 14   |
| 1998-1999 | Parme AC          | Serie A     | 25     | 4    |
| 1999-2000 | AC Fiorentina     | Serie A     | 19     | 3    |
| 2000-2001 | AS Rome           | Serie A     | 2      | 0    |
| 2001-2002 | AS Rome           | Serie A     | 1      | 0    |
| 2002-2003 | Boca Juniors      | Division 1  | 4      | 0    |

## Palmarès
- Équipe d'Argentine
  - 37 sélections et 11 buts marqués entre 1989 et 1998
  - Participation à trois coupes du monde : 1990 (finaliste), 1994 (huitième de finaliste) et 1998 (quart de finaliste).
  - Vainqueur de la Copa América en 1991 et 1993

- Newell's Old Boys
  - Champion d'Argentine en 1988

- Parme AC
  - Vainqueur de la Coupe UEFA en 1999
  - Vainqueur de la Coupe d'Italie en 1999

- AS Rome
  - Champion d'Italie en 2001
  - Vainqueur de la Supercoupe d'Italie en 2001